# Vanguard TV3BU
Vanguard TV3BU (oder Vanguard Test Vehicle 3 Back-Up) war eine Satellitenmission des United States Naval Research Laboratory im Auftrag der NASA. Der Satellit ging auf Grund eines Fehlstarts verloren. Er war Teil der Vanguard-Serie.

## Geschichte
Nach dem Fehlstart von Vanguard TV3 wollte man eine Ersatzmission für das Vanguard-Projekt, welches gerade erst auf Hochtouren lief. Also baute das NRL einen weiteren Satelliten, um noch vor dem Ende des Internationalen geophysikalischen Jahres einen Satelliten mit einer Vanguard-Bezeichnung zu starten.

## Technik

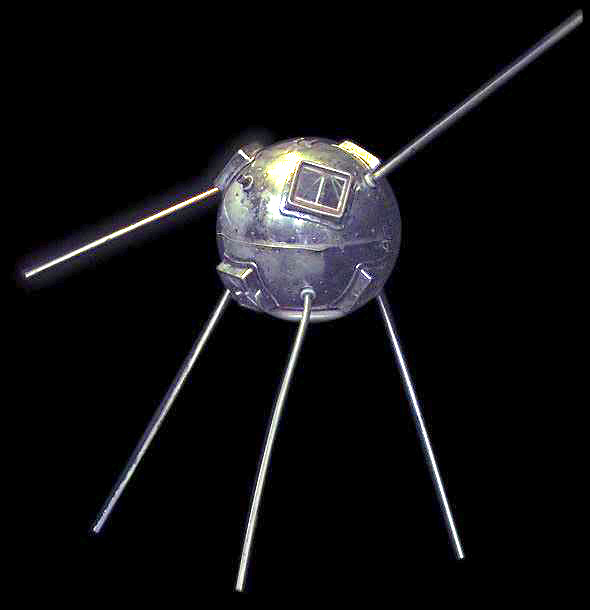
Bild des nahezu identischen Vanguard TV3

Der Satellit war identisch mit dem Vanguard-TV-3-Satelliten, einer etwa 1,5 kg schweren Aluminiumkugel, die fast identisch mit der späteren Vanguard 1 war. Ein Zylinder mit Hitzeschilden im Inneren der Kugel hielt die Instrumentennutzlast. Es enthielt eine Reihe von Quecksilberbatterien, einen 10-mW-Telemetrie-Sender mit 108 MHz, der von den Batterien gespeist wurde, und einen 5-mW-Sender-Sender mit 108,03 MHz, der von sechs quadratischen Solarzellen (etwa 5 cm Seitenlänge) versorgt wurde, die am Körper des Satelliten angebracht waren. Sechs 30 cm lange, mit einer Feder versehene Aluminiumlegierungsantennen mit einem Durchmesser von 0,8 cm ragten aus der Kugel heraus. Bei der Betätigung waren die Antennenachsen senkrecht auf Linien, die durch das Zentrum der Kugel gingen. Die Sender dienten primär zum Empfangen und Senden von Daten, sollten aber auch den Elektronengehalt zwischen Satelliten und Bodenstationen bestimmen. Vanguard TV3BU trug auch zwei Thermistoren, die die Innentemperatur messen konnten, um die Wirksamkeit des Wärmeschutzes zu verfolgen.
Eine zylindrische Trennvorrichtung wurde entworfen, um die Kugel vor der Trennung an der dritten Stufe befestigt zu halten. Bei der Entfaltung würde ein Band gelöst, das den Satelliten an seinem Platz halten würde, und drei Blattfedern würden den Satelliten von dem Zylinder und der dritten Stufe mit einer relativen Geschwindigkeit von ungefähr 0,3 m/s trennen.

## Missionsverlauf
Der Start erfolgte am 5. Februar 1958 auf einer Vanguard-Trägerrakete vom Raketenstartplatz Cape Canaveral in Florida. Der Start verlief zunächst normal, aber in einer Höhe von 460 m führte eine Fehlfunktion in einer Verbindung zwischen Einheiten des Steuersystems der ersten Stufe zu einem Verlust der Lageregelung. Falsche elektrische Signale verursachten eine Bewegung des Trägers in der Teilungsebene. In einer Höhe von etwa 6.100 m, 57 Sekunden nach dem Start, führte ein heftiges Nickmanöver auf 45 Grad zu überhöhten strukturellen Lasten auf der Trägerrakete, die sich am hinteren Ende der zweiten Stufe nach 62 Sekunden auflöste. Nach 65 Sekunden explodierte die Rakete.